# Straat Cebu
De straat Cebu, of straat Bohol, is een zeestraat tussen de Filipijnse eilanden Cebu en Bohol. De straat Cebu is de verbinding tussen het westelijke deel van de Boholzee en de Camoteszee en is als zodanig een belangrijke schakel in de zeeroute tussen Cebu City en meer zuidelijk gelegen steden als Dumaguete op Negros en Cagayan de Oro op Mindanao.